# Álbum de los perpetradores de Sobibor

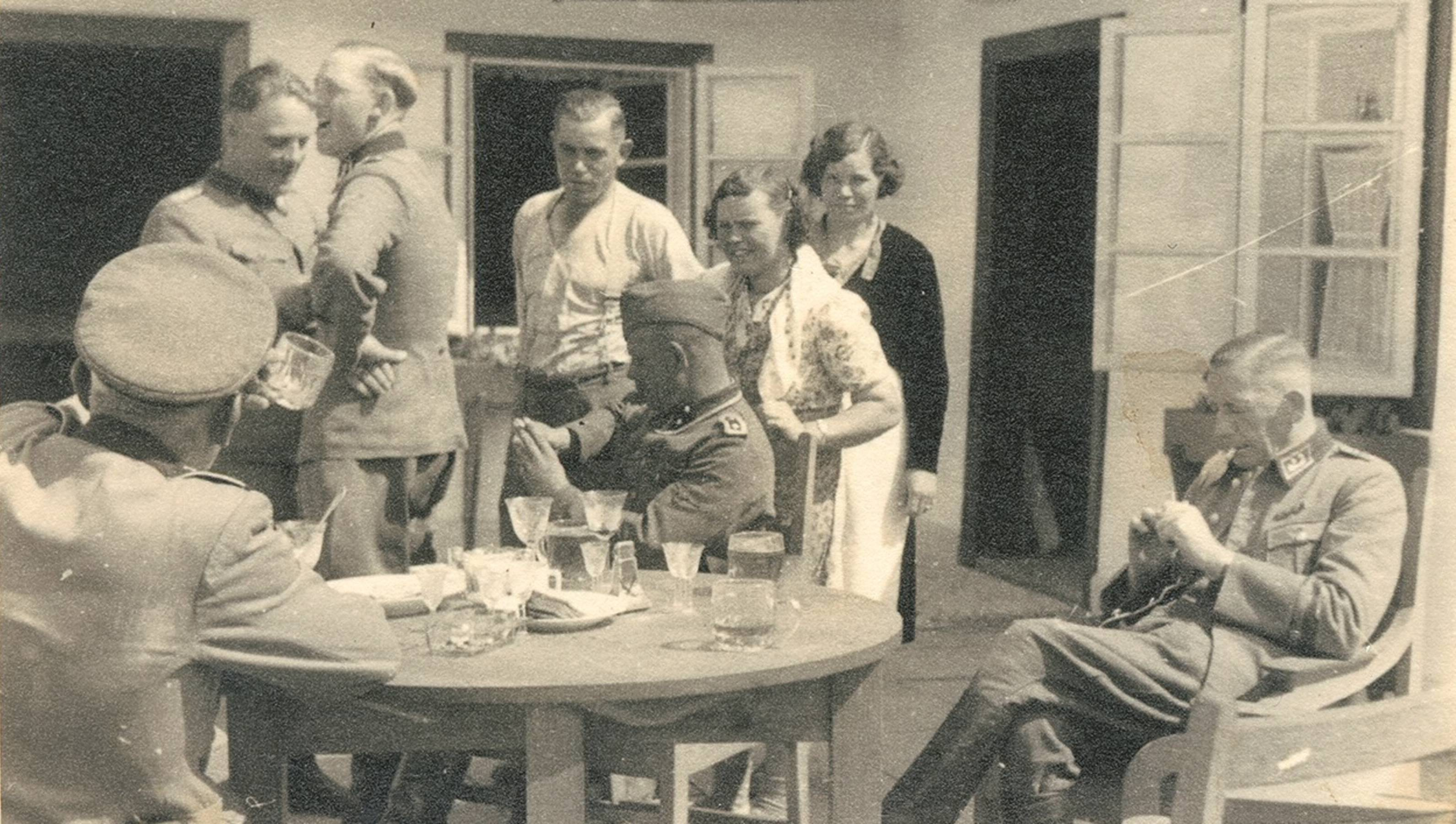
Varios oficiales de las SS cenando en el campo de Sobibor en 1943

El álbum de los perpetradores de Sobibor es una colección de fotografías que contiene sesenta y dos instantáneas del funcionamiento del campo de exterminio de Sobibor, tomadas por varios perpetradores del Holocausto de las SS empleados allí. El álbum pertenecía originariamente al subcomandante del campo, Johann Niemann, apuñalado hasta la muerte por el capitán del Ejército Rojo, Aleksandr Pecherski durante el levantamiento de Sobibor en 1943. El álbum fue donado por sus descendientes al Museo Conmemorativo del Holocausto de los Estados Unidos (USHMM) en 2020 y es la primera colección de fotografías del campo en funcionamiento que se ha publicado.

## Historia
El nieto del oficial de las SS Johann Niemann, quien fue subcomandante del campo de exterminio de Sobibor, entregó en 2015 cuarenta y nueve fotografías encontradas en el granero de su casa familiar al historiador Martin Cüppers, que dirige el centro de investigación de Ludwigsburg de la Universidad de Stuttgart. Posteriormente, recibió gradualmente 361 imágenes de archivos fotográficos, cuyos originales son donados al Museo Conmemorativo del Holocausto de los Estados Unidos. Con varios colegas, el historiador publicó en 2020 una colección sobre la política genocida nazi en territorio polaco, titulado Fotos aus Sobibor.

## Álbum

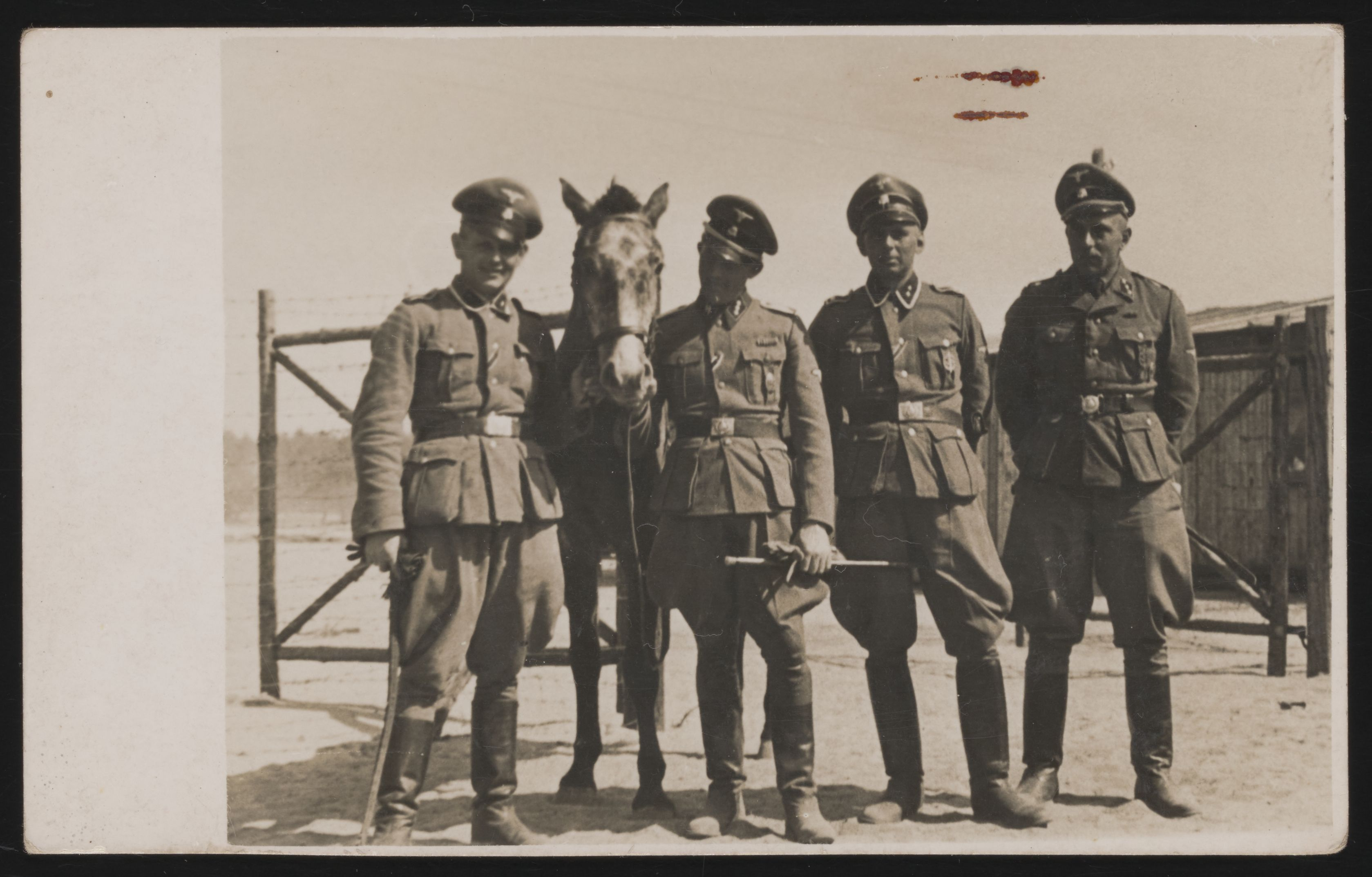
Miembros de las SS posando en Sobibor

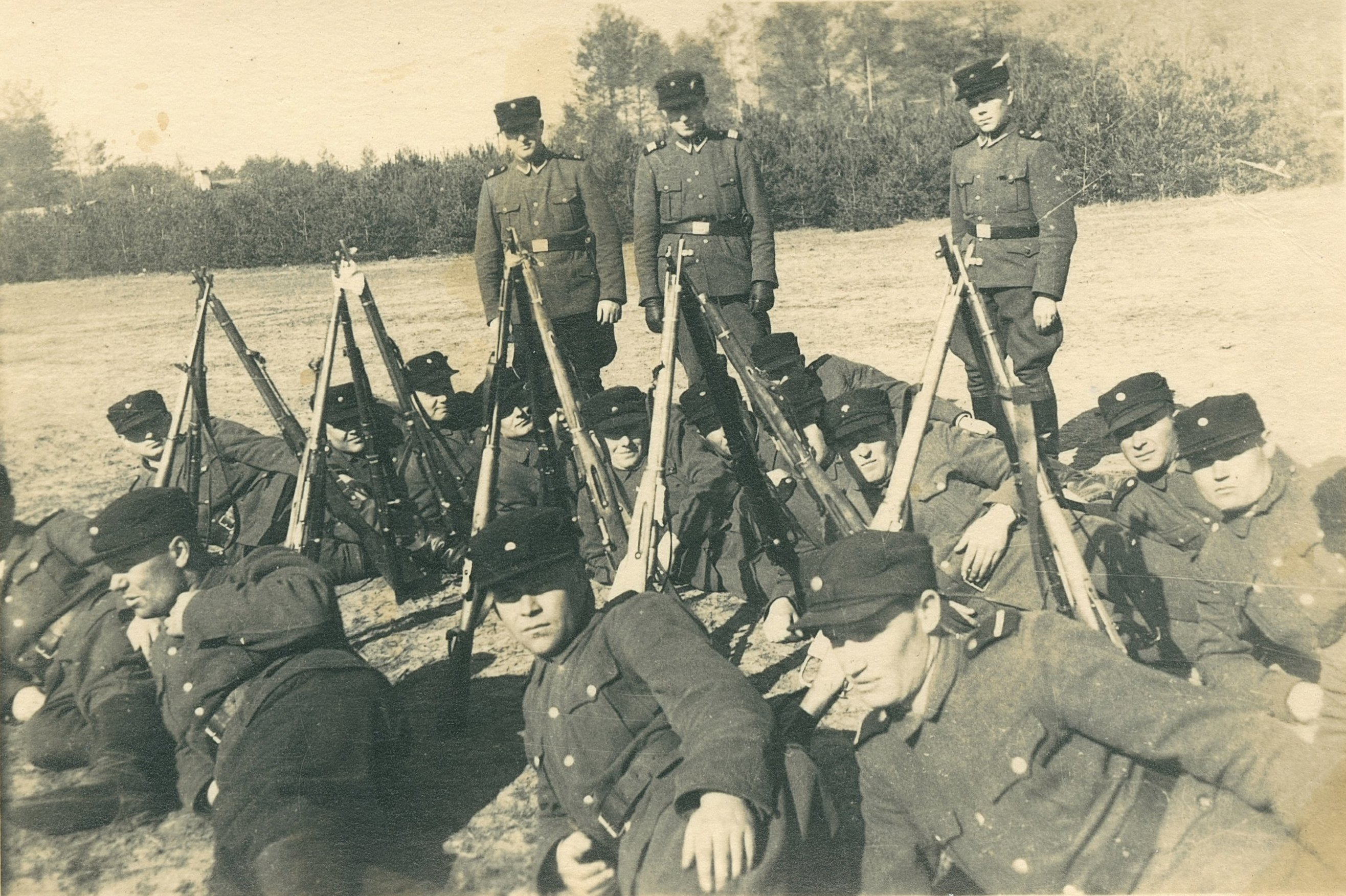
Un grupo de guardias auxiliares en el campo de Sobibor. Según un historiador del Holocausto, John Demjanjuk, presumiblemente está representado en esta foto.

Antes de esta publicación sólo se conocían dos fotografías del campo de Sobibor. Las imágenes recorren primero el viaje de Niemann, quien se unió a las SS a la edad de 21 años y luego participó de 1939 a 1941 en el programa Aktion T4. Posteriormente, fue trasladado al campo de exterminio de Belzec donde participó en el montaje de las cámaras de gas, luego desde octubre de 1942 hasta su muerte el 14 de octubre de 1943 estuvo destinado en el campo de Sobibor.
Este viaje personal determina en parte el contexto de las imágenes, ya que Niemann se retrata durante paseos, excursiones, almuerzos e incluso paseando por la «rampa» de Sobibor. Debido a la prohibición formal de fotografiar dentro de los campos, las imágenes contrastan claramente con la realidad del campo.
Sin embargo, el descubrimiento de estas fotografías permite reconstruir la estructura arquitectónica del campo, cerrado y arrasado por el personal de las SS tras el levantamiento de los prisioneros en octubre de 1943. Las fotografías muestran también la complicidad entre las SS y los auxiliares voluntarios, prisioneros de guerra soviéticos, los Trawniki utilizados para realizar las deportaciones de los guetos y para ejecuciones masivas. Dos fotografías representan así a John Demjanjuk condenado por la justicia alemana en 2011 a cinco años de prisión por su participación en el asesinato de 28.000 judíos en Sobibor y que siempre había negado haber estado en el campo.
De acuerdo con el USHMM «no se ha podido identificar el estado de los derechos de autor de este material».